# ألونزو لورانس
ألونزو لورانس (بالإنجليزية: Alonzo Lawrence)‏ هو لاعب كرة قدم أمريكية ولاعب كرة القدم الكندية أمريكي، ولد في 15 أكتوبر 1989 في دالاس في الولايات المتحدة.

## وصلات خارجية
- ألونزو لورانس على موقع JustSportsStats.com (الإنجليزية)